# Jean Cantacuzène
Pour les articles homonymes, voir Cantacuzène et Jean Cantacuzène (homonymie).
Jean Cantacuzène, en roumain Ioan Cantacuzino  est un médecin et microbiologiste roumain, né en 1863 et mort en 1934 à Bucarest. Il a souvent été qualifié de « Pasteur roumain ».

## Biographie

### Jeunesse
Il passe son enfance à Bucarest, dans une famille de la noblesse roumaine. Son père, d'origine phanariote, a été ministre de la justice sous le règne d'Alexandre Cuza, sa mère est la fille du général grec Frankiskos Mavros. Ses deux langues maternelles étaient le roumain et le grec moderne : il devient aisément un helléniste et un latiniste, ce qui lui sera très utile pour sa carrière scientifique, car ses professeurs remarquent sa passion pour l'histoire naturelle. Son précepteur suisse lui enseigne en outre le français et l'allemand qu'il apprend à la perfection[réf. nécessaire] ; toutefois ses collègues français et allemands souriront de son léger accent suisse, inattendu chez un Balkanique, et toute sa vie il dira septante et octante plutôt que soixante-dix et quatre-vingt. Adolescent, il réunit une importante collection de papillons, tous scientifiquement classés et étiquetés, aujourd'hui au Muséum de Bucarest.
En 1879 il est envoyé à Paris au lycée Louis-le-Grand. À Paris, il se lie d'amitié avec Joseph Bédier, Victor Bérard et Romain Rolland. Il passe son bac en 1881 puis s'inscrit à la faculté des lettres de Paris où il obtient une licence en philosophie en 1885, puis rentre en Roumanie pour y effectuer son service militaire comme simple soldat, à sa demande. Il découvre alors les problèmes d'ignorance et d'hygiène des classes populaires, mais aussi des sous-officiers. En 1886, de retour à Paris, il entreprend des études d'histoire naturelle avec Yves Delage et Henri de Lacaze-Duthiers.
Songeant à son service militaire, il s'intéresse aux « microbes », s'effare de la mortalité par dysenterie et épidémies dans les armées en campagne de son siècle (guerres napoléoniennes, guerre de Crimée, guerre de Sécession américaine, guerres austro-prussienne, franco-prussienne ou russo-turque...) et s'inscrit en 1886 en médecine à Paris, tout en poursuivant son cursus de sciences naturelles. Reçu au concours de l'externat en 1887, il entre comme interne à l'hôpital de la Charité puis à l'hôpital Cochin. Il obtient sa licence de science en 1891 et se rend à la station biologique de Roscoff où il se lie d'amitié avec le futur explorateur polaire et spéléologue également roumain, Emil Racoviță. L'année suivante, il renonce à l'internat en médecine et décide de se consacrer à la recherche médicale. Pour cela il s'inscrit en microbiologie de l'Institut Pasteur et entre dans l'équipe d'Ilya Metchnikoff. En 1894 il est docteur en médecine ; sa thèse porte sur les Recherches sur le mode de destruction du vibrion cholérique dans l'organisme - contribution à l'étude du problème de l'immunité.

### Carrière
À l'issue de ses études en France, Jean Cantacuzène regagne en 1896 la Roumanie où il est nommé professeur suppléant à la chaire de morphologie animale de l'Université de Iași en Moldavie roumaine. Bien que se consacrant prioritairement à la recherche scientifique, il pratique la médecine en donnant des consultations gratuites aux patients sans ressources.
De 1896 à 1901 il revient en France à l'Institut Pasteur à la demande d'Ilya Metchnikoff pour travailler sur l'immunité. Il montre le rôle exclusif de la phagocytose dans la destruction in vivo des parasites de la spirillose des oies. À la fin de son séjour, il essaie de concilier la théorie phagocytaire avec la théorie humorale de J. Bordet, en montrant que les « précipitines » (anticorps qui réagissent avec un antigène correspondant et forment un précipité insoluble) s'élaborent dans les mononucléaires des animaux immunisés, et que, s'il y a influence exercée par voie humorale, elle procède initialement d'un phénomène phagocytaire.
Appelé à Bucarest comme titulaire de la nouvelle chaire de pathologie expérimentale à la faculté de médecine en 1901, il y enseignera pendant 32 ans, jusqu'à la fin de sa vie. Avec P. Athanasiu, il fonde en 1906 la première filiale de la « Société de biologie » constituée à l'étranger, qui reçoit le nom de « Réunion biologique de Bucarest ». Il est alors délégué de la Roumanie à l'« Office international d'hygiène publique » (fondé en 1907 à Paris, précurseur de l'OMS). L'année suivante, il est nommé directeur général des Services sanitaires en Roumanie. Le parlement, qui prépare sur sa suggestion une réforme la législation sanitaire, vote une loi (la « Loi Cantacuzène », en roumain Legea Cantacuzino), qui fonde les premiers laboratoires régionaux de bactériologie et d'hygiène, ainsi que plusieurs sanatoriums antituberculeux. En 1913, après avoir contesté avec véhémence la guerre roumaine contre la Bulgarie, il impose des campagnes de vaccinations antityphoïdiques et anticholériques dans l'Armée roumaine, et subit des campagnes de presse hostiles pour avoir gardé des relations épistolaires avec ses collègues de l'Académie des Sciences bulgare. Il entre comme membre correspondant étranger à la Société de biologie.

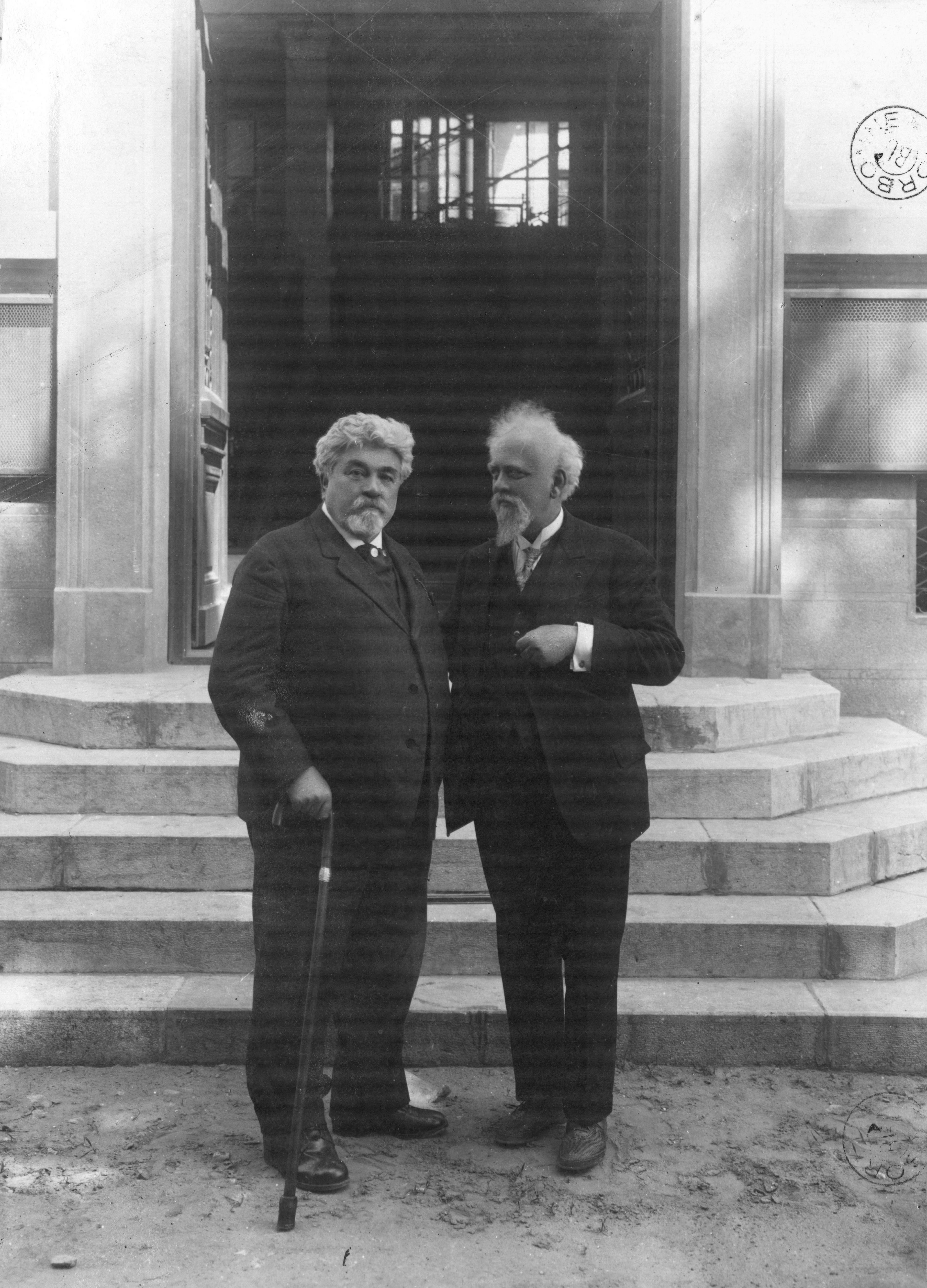
Cantacuzène avec Jean Perrin (droite) en 1931

Les menaces de la Première Guerre mondiale se précisent. Jean Cantacuzène milite contre l'entrée en guerre éventuelle de la Roumanie, mais, réaliste, il sait que les sirènes du complexe militaro-industriel et de ses porte-parole nationalistes (ou le « camp belliciste », comme l'on disait à l'époque) auront gain de cause. C'est pourquoi, alors que la Roumanie est encore neutre, il réorganise en 1914-1915 le Service de santé des armées. À la suite des atrocités austro-allemandes en Serbie, où il est envoyé en mission pour étudier le typhus exanthématique régnant dans les armées, il change de camp et fonde l'Action nationale roumaine, pour soutenir la cause des Alliés.
La Roumanie entre en guerre en 1916 et Jean Cantacuzène est alors mobilisé comme médecin colonel : il lutte contre le choléra, le typhus exanthématique et la fièvre récurrente qui menacent les armées roumaines. Lors de l'invasion allemande (novembre 1916) et de la retraite des armées roumaines, il se rend avec l'état-major à Iași, où il est nommé directeur de la Santé publique civile et militaire. L'organisation du Service de santé et les mesures d'hygiène, qui sont prises alors, permettent aux troupes de résister aux envahisseurs, contribuant ainsi à la victoire de Mărășești.
Mais il a des conflits avec d'autres membres de l'état-major et surtout il est révulsé par la paix de Bucarest avec les Allemands et les Autrichiens. En septembre 1918 il quitte la Roumanie pour Marseille, où il se met à la disposition du directeur du Service de la santé, qui lui confie l'étude des cas de grippe et de typhus exanthématique. Il met en place un laboratoire au Pharo et dirige un service à l'hôpital St-Sébastien. Il est nommé chef de la Croix-Rouge roumaine en France, et la France le nomme, en 1918, commandeur de l'Légion d'honneur. Il retourne en Roumanie en 1920.
Entre 1919 et 1928 lors de deux épidémies de fièvre récurrente et de typhus, il précise la pathologie de la fièvre récurrente et du typhus exanthématique, dont il décrit l'étiologie et l'anatomie pathologique, insistant sur le rôle du pou dans sa transmission et sur les résultats thérapeutiques du sérum de convalescents. À Bucarest, il est chargé de fabriquer des sérums antiméningococciques et antigangréneux. Le ministère Vaida-Voevod l'envoie comme premier délégué de la Roumanie à Versailles pour signer le traité de Trianon qui officialise l'union de la Transylvanie (austro-hongroise jusqu'en décembre 1918) à la Roumanie.
Il est nommé, en 1921, membre correspondant étranger de l'Académie de médecine de Paris.
Il fonde à Bucarest en 1921 l'« Institut de sérums et vaccins », réalisé sur le modèle de l'Institut Pasteur de Paris, et qui porte depuis 1936 son nom (cet institut public est actuellement menacé de fermeture par la concurrence des grands laboratoires pharmaceutiques internationaux privés). En 1923 il participe à la création de l'Institut français des Hautes-études de Bucarest. Dans une conférence pour le 75e anniversaire de la « Société de biologie », il expose les résultats de l'étude qu'il mène, depuis 1912, sur les divers modes d'immunité pouvant exister chez les invertébrés. Il est appelé à siéger au Comité d'hygiène de la Société des Nations, en 1924 comme représentant de la fédération des Sociétés de la Croix-Rouge, puis comme collaborateur direct et, en 1931, comme vice-président. En 1926 il commence l'application de la vaccination des nouveau-nés par le BCG en Roumanie.
Cette même année, un accident de voiture, survenu en Suisse, lui brise les deux jambes et l'immobilise pendant plus de six mois. En 1928 il fonde les Archives roumaines de pathologie expérimentale et de microbiologie.
Pendant cette période il a aussi des activités culturelles et politiques. Par exemple il met en place l'exposition d'Art roumain 1925 au Pavillon du Jeu-de-Paume, à Paris, et il dirige à Bucarest les éditions Cultura naţională qui publient en « livres de poche » bon marché, les classiques de la littérature roumaine. Il crée et dirige les revues scientifiques Revista Științelor Medicale et Archives roumaines de pathologie expérimentale (en français), contribuant régulièrement au magazine littéraire Viața Românească (succédant à Paul Bujor comme rédacteur en chef). Bien qu'il n'ait jamais affiché des convictions socialistes, il a souvent été considéré, en tant que collaborateur de Constantin Stere à la tête de cette revue, comme un disciple du socialiste Constantin Dobrogeanu-Gherea : c'était aussi, pendant la période communiste, une manière de préserver son héritage intellectuel, scientifique et institutionnel, malgré ses « origines sociales malsaines » (selon la terminologie de l'époque) qui auraient pu valoir à cet héritage d'être (toujours selon l'expression officielle de cette période) « jeté aux poubelles de l'histoire ».
En 1931 il est nommé ministre de la santé publique et du travail dans le ministère Iorga, où il entreprend une nouvelle réorganisation du Service de santé et des lois sanitaires roumaines ; il organise aussi les « Journées médicales inter-balkaniques » et devient membre du Bureau international du travail. L'année suivante il est élu correspondant de l'académie des sciences française pour la section de médecine et chirurgie et préside le congrès international d'histoire de la médecine, à Bucarest. En 1933 il préside le congrès national de la tuberculose à Cluj où il retrouve son ami Emil Racoviță, puis donne en France une série de conférences sur ses principaux travaux à Toulouse, Montpellier et Bordeaux.
Épuisé par cette hyperactivité, il meurt probablement d'un accident vasculaire cérébral peu de temps après son retour en Roumanie, quelques jours après avoir présidé le comité pour l'organisation de la Ligue antituberculeuse roumaine.

### Vie privée
En 1896 Ioan Cantacuzino / Jean Cantacuzène a épousé Hélène Balș, avec laquelle il a eu 2 fils, Ion et Alexandru. Il ne faut pas confondre Jean Cantacuzène avec son ancêtre homonyme présumé, l'empereur grec du XIVe siècle, ni avec le physicien et mathématicien Jean Alexandre Cantacuzène, autre membre de la dynastie. Lorsqu'on l'interrogeait sur son ascendance, il répondait que les mélanges génétiques au fil des générations étaient tels, qu'il n'avait pas plus de gènes de ces illustres ancêtres que n'importe quel paysan grec, roumain, russe ou turc. Toutefois, au lycée Louis-le-Grand, ayant été moqué en tant que Roumain par des camarades de classe à particule, qui en faisaient cas, et qui, imbus de l'idée de supériorité de l'Occident chrétien, ignoraient tout de l'histoire de l'Europe orientale, il leur répondit, en paraphrasant Benjamin Disraeli, que les Cantacuzène étaient empereurs à Constantinople en un siècle où ceux de ses camarades à particule étaient palefreniers dans les écuries de Paris, pour ajouter aussitôt que les Cantacuzène à leur tour avaient sans doute des ancêtres bergers à l'époque où Alexandre le Grand régnait sur les Balkans.

## Publications
Ioan Cantacuzino a publié plus de 350 articles scientifiques en collaboration avec J. Alexa, O. Bonciu, M. Ciuca, N. Cosmovici, Dâmboviceanu, O. Gălănescu, Gérard, C. Ionescu-Mihăești, S. Longhin, A-P. Marie, M. Nasta, M. Nicolle, V. Panaitescu, P. Riegler, Slătineanu, E. Soru, A. Tchakirian, T. Webber, F. Vlès.